# Adolphe Groscol
Adolphe Eric Groscol (12 mei 1904 - 24 augustus 1985) was een Belgische atleet, die gespecialiseerd was in de sprint. Hij nam eenmaal deel aan de Olympische Spelen en werd tweemaal Belgisch kampioen.

## Biografie
Groscol werd in 1928 Belgisch kampioen op 200 m. Hij nam dat jaar op de 100 m, 200 m en de 4 x 100 m estafette deel aan de Olympische Spelen van Amsterdam. Hij werd telkens uitgeschakeld in de eerste ronde. Het jaar nadien veroverde hij de Belgische titel op de 200 m horden.

### Clubs
Groscol was aangesloten bij Daring Club Brussel. Hij stapte eind 1930 over naar Cercle Athlétique Schaarbeek.

## Belgische kampioenschappen
| Onderdeel    | Jaar |
| ------------ | ---- |
| 200 m        | 1928 |
| 200 m horden | 1929 |

## Persoonlijk record
| Onderdeel | Prestatie | Datum | Plaats  |
| --------- | --------- | ----- | ------- |
| 200 m     | 22,6 s    | 1928  | Brussel |

## Palmares

### 100 m
- 1927:  BK AC
- 1928: 4e in reeks OS in Amsterdam

### 200 m
- 1928:  BK AC – 22,6 s
- 1928: 4e in reeks OS in Amsterdam – 23,8 s

### 200 m horden
- 1929:  BK AC – 27,8 s

### 4 x 100 m
- 1928: 3e in ½ fin. OS in Amsterdam